# Rače
Rače este o localitate din comuna Rače - Fram, Slovenia, cu o populație de 2.281 de locuitori.